# Tjugoförsta söndagen efter trefaldighet
Tjugoförsta söndagen efter trefaldighet är en av söndagarna i "kyrkans vardagstid".
Den infaller 29 veckor efter påskdagen.
Den liturgiska färgen är grön.
Temat för dagens bibeltexter enligt evangelieboken är Samhällsansvar, och en välkänd text är berättelsen i Matteusevangeliet om hur Jesus besvarade frågan om skatten:
"Ge då kejsaren det som tillhör kejsaren och Gud det som tillhör Gud."

## Svenska kyrkan

### Texter
Söndagens tema enligt 2003 års evangeliebok är Samhällsansvar. De bibeltexter som används för att belysa dagens tema är:
| Första årgången                                               | Andra årgången                                                      | Tredje årgången                                                                 | Psaltarpsalm       |
| Jeremia 29:4-7 Romarbrevet 13:7-10 Matteusevangeliet 22:15-22 | Femte Moseboken 24:17-22 Jakobsbrevet 2:1-8 Lukasevangeliet 19:1-10 | Andra Moseboken 23:1-9 Andra Korinthierbrevet 8:9-15 Matteusevangeliet 12:15-21 | Psaltaren 40:14-18 |

### Fotnoter
1. ↑  ”Tjugoförsta söndagen efter trefaldighet”. Svenska kyrkan. Arkiverad från originalet den 8 december 2015. https://web.archive.org/web/20151208193426/https://www.svenskakyrkan.se/troochandlighet/kyrkoarets-bibeltexter?helgdag=93. Läst 27 november 2015.
2. ↑   Den svenska psalmboken med tillägg. Stockholm: Verbum. 2005. sid. 1546–1549. Libris ht7wjxh8f3k4gcqk. ISBN 978-91-526-5515-3